# Державний інститут з проектування підприємств коксохімічної промисловості
Державне підприємство «Державний інститут по проектуванню підприємств коксохімічної промисловості» (ДП «ГИПРОКОКС»)  (eng. State enterprise "State institute for designing enterprises of coke oven and by-product plants" (SE "GIPROKOKS"), рус. Государственное предприятие “Государственный институт по проектированию предприятий коксохимической промышленности” (ГП “ГИПРОКОКС”)) - українська інжинірингова компанія, яка спеціалізується в проєктуванні, реконструкції та будівництві коксохімічних підприємств.
Уповноважений орган управління – Міністерство економіки України.
ДП «ГИПРОКОКС» розробляє науково-технічну продукцію комплексно, в цілому по всім розділам проєкту: технологічному, будівельному, санітарно-технічному, водозабезпечення та комунікацій, енергозбереженню, автоматизації та контролю виробничого процесу, генеральному плану, транспорту та іншим.
ДП «ГИПРОКОКС» входить до Переліку об'єктів державної власності, що мають стратегічне значення для економіки і безпеки держави, затвердженого постановою Кабінету Міністрів України від 04.03.2015 № 83.
ГИПРОКОКС є головним по проєктуванню підприємств коксохімічної промисловості та провідною комплексною технологічною організацією з науково-технічної діяльності та експертизи науково-технічних розробок, проєктно-конструкторських робіт і прикладних досліджень на стадії практичного застосування, науково-технічних програм, проєктів і прогнозування в коксохімічній промисловості. За проєктною документацією інституту створена і побудована вся коксохімічна промисловість України і колишнього Радянського Союзу і багатьох країн далекого зарубіжжя, в тому числі в Алжирі, Болгарії, Боснії і Герцеговині, Угорщині, Єгипті, Індії, Китаї, Нігерії, Пакистані, Польщі, Румунії, Туреччини, Фінляндії, Словаччини, Чехії, Ірані.
ДП «ГИПРОКОКС» у відповідності до п.16 ст.1 Закону України «Про наукову і науково-технічну діяльність» від 26.11.2015 No 848-VIII є науковою установою.
ДП «ГИПРОКОКС» має свідоцтво Міністерства освіти і науки України про державну атестацію наукової установи у відповідності до Закону України «Про наукову і науково-технічну діяльність» та Порядку проведення державної атестації наукових установ.
На підприємстві впроваджена і сертифікована в національній системі «УкрСЕПРО» та в Міжнародному товаристві «Lloyd's Register» система управління якістю виконання проєктної документації відповідно до вимог міжнародних стандартів серії ISO-9001.

## Історія
ДП «ГИПРОКОКС» бере свою історію із створення у 1929 році організації «Коксобуд» з місцезнаходженням в м. Харкові, а через рік при злитті «Коксобуд» з трестом «Коксобензол», проєктну частину «Коксобуд» було перетворено в окрему організацію — проєктний інститут з назвою «ГИПРОКОКС».
Гипрококсу було доручено координацію всієї технічної політики в масштабах коксохімічної галузі СРСР.
1932 — розроблено конструкцію печей ГИПРОКОКС ПК-1 із динасового вогнеупору, що вироблявся вітчизняними заводами.
1933—1940 — в довоєнний час за проєктами ГИПРОКОКС були побудовані 15 нових коксохімічних підприємств в тому числі Запорізький (1934), Криворізький (1936), Маріупольський (1935), Новоєнакієвський, Губахінський коксохімічні заводи, коксохімічне виробництво Нижньотагільського меткомбінату. Побудована друга черга Горловського, Рутченківського, Алчевського, Дніпродзержинського і Дніпропетровського коксохімічних заводів. Реконструйовано Ленінградський коксогазовий завод (1935). Розроблено конструкцію коксових печей з парними вертикалами та рециркуляцією продуктів згорання (1936—1938);
До 1941 року загалом за проєктами ГИПРОКОКС було введено в експлуатацію 18 коксохімічних підприємств.
1941 — ГИПРОКОКС у зв'язку з військовими діями евакуйовано на Урал (м. Губаха) та згодом переведений в м. Свердловськ (Катеринбург).
За роки війни 1941—1945 по проєктам ГИПРОКОКС на Сході колишнього СРСР побудовані 13 нових коксових батарей. Впродовж 1943—1945 ГИПРОКОКС були розроблені проєкти по відновленню всіх коксохімічних заводів Донбасу та Придніпров'я; в 1944 — ГИПРОКОКС було евакуйовано до м. Харків.
Кожний післявоєнний рік вводились в дію 6-7 коксових батарей з повним комплексом вуглепідготовчих, уловлюючих та переробних хімічних цехів.
1946—1947 — було розроблено конструкцію печей з перекидними каналами, двома корнюрами, з рециркуляцією та без рециркуляції продуктів згорання, що отримали назву печей системи ПК-2К та ПК-2К з рециркуляцією. В печах цих конструкцій було досягнуто подальше удосконалення показників рівномірності обігріву, якості коксу, витрат тепла і т. д.
1948—1949 — введено в дію Норільський коксохімічний завод; Наказом по інституту було затверджено «Інструкцію по одночасному проєктуванню типових коксохімічних заводів».
1950—1959 — на Всесоюзній Раді коксовиків було схвалено  проєкти коксових печей системи ПК-2к і ПВР з об'ємом камери коксування 21,6 м3 в якості типових конструкцій; на Ясинівському коксохімічному заводі введена в експлуатацію дослідно-промислова установка по збагаченню вугілля у важких середовищах та коксові батареї з пічними камерами 30 м3, нижнім підводом та регулюванням пічних газів та повітря з рециркуляцією продуктів згорання; на Нижньотагільському металургійному комбінаті — дослідно-промислова установка виборчого подрібнення шихти; Створено Сибірську філію ГИПРОКОКС в м. Новокузнецьку; на Харківському коксохімічному заводі побудовано дослідну установку з виробництва формованого металургійного коксу. На Череповецькому металургійному заводі введена в експлуатацію дослідно-промислова установка сухого гасіння коксу (УСГК) продуктивністю 35 т / год; У 1953 році був введений в експлуатацію перший закордонний об'єкт за проєктом ГИПРОКОКС — завод в місті Аньшань, Китай. У другій половині 50-х було розроблено проєкти великих коксохімічних комплексів для ряду зарубіжних країн: Угорщини, Єгипту, Індії, Китаю, Польщі, Румунії та ін., а також ГИПРОКОКС допомагав у підготовці фахівців-коксохіміків і створенні інжинірингових компаній ряду країн (Індії, Китаю, Польщі, Чехії та інших).
1960—1969 — введено в дію Авдіївський коксохімічний завод, в експлуатацію введено першу батарею великоємних печей об'ємом 30,3 м3 з нижнім підведенням коксового газу і безсатураторна установка уловлювання аміаку і піридинових основ; введена в лад промислова УСГК на Череповецкому металургійному заводі і пущена в експлуатацію установка отримання електродного пекового коксу з сухим гасінням і прожарювання;
1970—1978 — створено і введено в дію першу коксову батарею з пічними камерами 41,6 м3 Західно-Сибірського металургійного комбінату продуктивністю 1 млн т коксу на рік; на Нижньотагільському меткомбінаті введена в експлуатацію установка виборчого подрібнення шихти з відділенням дрібних класів вугілля в «киплячому шарі»; 25 липня 1979 — ГИПРОКОКС нагороджений орденом Трудового Червоного Прапора;
1980—1990 — введені в експлуатацію батареї  № 1 — 4 Алтайського коксохімічного заводу, батареї оснащені УСГК з камерами ємністю 70 т / год; на Західно-Сибірському металургійному комбінаті побудована дослідно-промислова установка термічної підготовки шихти; на Комунарському коксохімічному заводі вперше споруджена установка безпилової видачі коксу; розроблений проєкт коксової батареї з камерами обсягом 51 м3; на Криворізькому коксохімічному заводі введена в експлуатацію установка часткового брикетування шихти;
1991—2009 — на ВАТ «Алчевськкокс» побудований комплекс коксової батареї № 9-біс (1993) та коксову батарею № 10-біс (2006 г.) з технологією трамбування вугільної шихти продуктивністю 1000 тис. т коксу на рік, з УСТК (3 блоку × 70 т/год) — за цю роботу в 2009 році фахівцям ГИПРОКОКС присуджена Державна премія в галузі науки і техніки; реконструкція коксових батарей № 3, 4 ПАТ «АрселорМіттал Кривий Ріг» з реконструкцією цеху уловлювання; проєктування і контроль будівництва установок уловлювання сірководню моноетаноламіновим методом до 0,5 мг/м3 на Тайванському МК (КНР);
З 1998 року на ДП «ГИПРОКОКС» впроваджено Систему управління якістю проєктної документації, відповідно до вимог ISO 9001. У 2001 році на ДП «ГИПРОКОКС» першому серед проєктних організацій України, Міжнародним товариством «Lloyd's Register Quality Assurance» проведена сертифікація Системи менеджменту організації в області проєктної документації відповідно до вимог ISO. В 2004 році Національним органом України з сертифікації проведена сертифікація Системи управління якістю відповідно до вимог ДСТУ ISO 9001 (система сертифікації УкрСЕПРО).
2010—2020 — будівництво коксової батареї № 1 біс / № 4 біс з трамбуванням шихти на заводі Czestochowa Nowa Sp.z.o.o (Польща); реконструкція коксових батарей № 5 — 8, а також проєктування і введення в експлуатацію коксової батареї № 11 і блоку УСТК на заводі Bhilai Steel Plant (Індія); проєктування і введення в експлуатацію коксової батареї № 11 і 4-х блоків УСГК на заводі IISCO Steel Plant (Індія); проєктування і будівництво коксової батареї № 3 з реконструкцією цеху уловлювання на заводі компанії USIMINAS (Бразилія); виконаний базовий і детальний інжиніринг реконструкція коксових батарей № 3 і № 4 ILVA Taranto Works, Італія. З використанням технології трамбування вугільної шихти за проєктами ДП «ГИПРОКОКС» побудовані і введені в експлуатацію коксові батареї: № 5-6 — на ПАТ «АрселорМіттал Кривий Ріг» (2017—2018).

## Напрями діяльності
ДП «ГИПРОКОКС» виконує проєктно-конструкторські роботи за такими основними напрямками: Вуглепідготовче виробництво, Коксоксове виробництво, Коксові батареї для коксування трамбованої вугільної шихти, Установка сухого гасіння коксу, Хімічне виробництво, Генеральний план і транспорт, Розробка 3D плану, Архітектура і будівництво, Теплоенергетика, Електротехніка, Автоматизовані системи управління, Охорона атмосферного повітря, Охорона водного середовища, Переробка вуглецевмісної сировини.

## Географія інжинірингу
ГИПРОКОКС розробив проєкти для коксохімічних об'єктів в 26 з 46 країн-виробників коксу. Це коксохімічні комплекси в Україні, Фінляндії, Угорщині, Росії, Китаї, Індії, Пакистані, Єгипті та інших.
Загалом, за проєктами ГИПРОКОКС в світі побудовано 70 коксохімічних заводів і виробництв: в Європі — 28, в тому числі в Україні -14, Південній Америці — 2, Африці — 1, Азії — 17. 400 комплексів коксових батарей і хімічних цехів, виробничою потужністю більше 200 млн тонн коксу на рік.

## Довідник коксохіміка
ДП «ГИПРОКОКС» видано «Довідник коксохіміка» в 6 томах (над розробкою довідника працювали 75 авторів і 30 редакторів-фахівців), зокрема:
- Том 1. «Вугілля для коксування. Збагачення вугілля. Підготовка вугілля до коксування» Під ред. Борисова Л. М., Шаповала Ю. Г.;
- Том 2. «Виробництво коксу» Під загальною ред. Рудики В. І., Зінгермана Ю. Ю.;
- Том 3. «Уловлювання і переробка хімічних продуктів коксування» Під ред. Ковальова Є. Т.;
- Том 4. «Електропостачання. Забезпечення енергетичними ресурсами. Автоматизація керування технологічними процесами» Під ред. Борисова Л. М.;
- Том 5. «Проектування, спорудження і уведення в експлуатацію об'єктів коксохімічного виробництва. Екологічна і промислова безпека» Під ред. Кравченко О. М.;
- Том 6. «Економіка, організація й керування коксохімічним підприємством» Під ред. Приступи О. М., Котлярова Є. І., Корнилової В. А.[16].

## Нагороди
Назва ДП «ГИПРОКОКС» внесена до реєстру Європейського фонду керування якістю. Підприємство має нагороду «European Quality Awards», є лауреатом Міжнародної Премії «Знак Пошани Зірка Співдружності» у номінації «Краща компанія СНД», лауреат багатьох національних міжнародних конкурсів Центральної та Східної Європи.
У 2019 році з нагоди 90-річчя від дня заснування підприємства та за вагомий внесок у розвиток гірничо-металургійного комплексу України, розроблення і впровадження новітніх технологій у коксохімічну галузь промисловості, трудовий колектив ДП «ГИПРОКОКС» відзначено Подякою Президії Національної академії наук України.
ДП «ГИПРОКОКС» має Міжнародну нагороду «Перевага в якості» за зразкове управління, ділову етику і прагнення до міжнародних стандартів якості (Certificate «Excellence in Quality» № EQ042018-045 та нагрудний знак директору «Manager of the year», видані Комітетом Сократа в Оксфорді (Велика Британія).
Інформація про досягнення та діяльність ДП «ГИПРОКОКС» публікується в періодичних галузевих журналах «Вуглехімічний журнал», «Кокс і хімія», закордонних технічних виданнях та  інших періодичних і спеціальних виданнях. ДП «ГИПРОКОКС» входить до складу засновників галузевого журналу «Вуглехімічний журнал».

## Керівники ДП «ГИПРОКОКС»
- Васил'єв Микола Іванович (з вересня 1930 — вересень 1932 р.р.)
- Соловйов Іван Федорович (1932—1933 р.р.)
- Хромченко Моісей Єфимович (1933—1935 р.р.)
- Бучаловський Іван Тимофійович (1935—1937 р.р.)
- Нефедов Сергей Фотиевич (1937-1939 р.р.)
- Залесський Микола Федорович (1939—1944 р.р.)
- Молодцов Іван Георгійович (1944—1963 р.р.)
- Царьов Михайло Нікіфорович (1963—1973 р.р.)
- Сілка Адольф Миколайович (1973—1985 р.р.)
- Успенський Сергій Костянтинович (1985—1994 р.р.)
- Рудика Віктор Іванович (1994 року — 2022)[21]